# Daniel Kibblesmith
Daniel Kibblesmith, né le 9 octobre 1983, est un scénariste et acteur qui a écrit pour la télévision, les comics et des sites web.

## Biographie
Daniel Jordan Kibblesmith naît le 9 octobre 1983 et étudie à l'université Oak Park and River Forest.
Kibblesmith commence  par travailler chez Groupon en 2009. Il quitte la société en 2014 où il est scénariste de comédie et rédacteur du marketing pour se mettre à son compte and afterward served as humor editor for BuzzFeed in 2015.
En 2015 il fait partie du groupe de scénaristes du The Late Show with Stephen Colbert.
Kibblesmith est l'auteut des livres Princess Dinosaur (2021), We Wish You a Harley Christmas: DC Holiday Carols et Santa's Husband (2017).
En 2017 Kibblesmith scénariste le comics publié par Valiant Comics, Quantum and Woody, Valiant High,  et pour DC Comics Harley Quinn 25th Anniversary Special. Il a aussi écrit pour Marvel Comics Loki, Black Panther Vs. Deadpool,, et Lockjaw. En mars 2020, il est aux commandes pour la relance des New Warriors où il crée le premier personnage non-binaire de Marvel,.